# Hacienda Santa Rosa

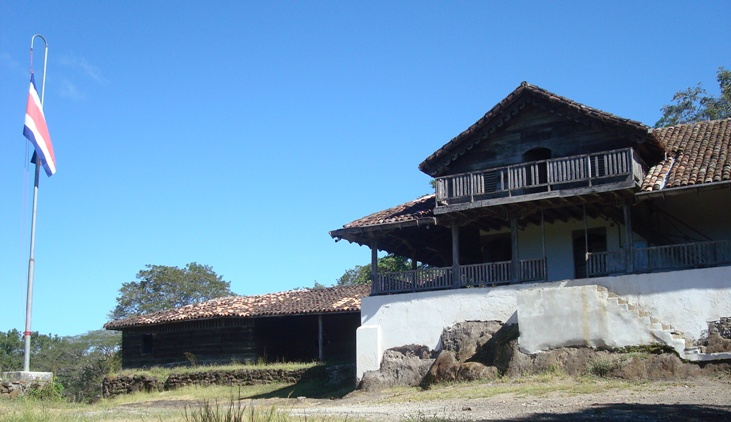
L'hacienda en 2009.

L'Hacienda Santa Rosa se situe dans la province du Guanacaste, dans la République du Costa Rica.
L'Hacienda Santa Rosa se trouve dans la Péninsule de Santa Elena, dans le cantón de La Cruz de la province du Guanacaste au nord du Costa Rica, à 35 km de la ville de Libéria, et à 270 km de San José, la capitale du pays.
C'est un site historique, connu principalement comme lieu de la première bataille entre le Costa Rica et l'armée des flibustiers de William Walker le 20 mars 1856, au cours de la Campagne Nationale de 1856-1857.
Le général José Joaquín Mora Porras dirigea les troupes costariciennes à cet endroit pour combattre les troupes étrangères sous le commandement du colonel hongrois Louis Schlessing.  Actuellement, l'Hacienda Santa Rosa se trouve à l'intérieur du Parc national Santa Rosa qui fait partie de la Zone de Conservation Guanacaste, et administrée par le Système National de Zones de Conservation du Costa Rica.

## Histoire
Sainta Rosa est une des plus grandes et anciennes haciendas du pays. On rapporte l'existence d'activités agricoles et de pâturage à partir de 1663 et jusqu'en 1966.
L'Hacienda était considérée au XVIIIe siècle comme une des plus importantes de la région du Guanacaste par son étendue et les ressources qu'elle abritait. 
Près de l'édifice principal, appelé casona,  ce qui veut dire grande maison en espagnol, se trouvent des enclos de pierre, bâtis vers 1700, et qui conforment un circuit de la vie de l'élevage bovin, de sa reproduction jusqu'au bain d'immersion, dans lequel le bétail était baigné et soigné.
Le nom de l'endroit est supposé dater d'avant sa fondation entre les années 1740 et 1750. On y comptait à cette époque 1500 têtes de bétail, ainsi que 30 ferrages de mules et 130 de chevaux. Les autres activités étaient la culture du maïs et la fabrication de fromages.
La casona fut bâtie vers l'année 1750, puisqu'elle commence à apparaitre dans les protocoles de l'hacienda à partir de 1751, en étant son premier propriétaire le capitaine espagnol Juan Santos de San Pedro.
Au début du XIXe siècle, les descendants du capitaine Santos de San Pedro ont vendu l'hacienda. Elle fut acquise par un prêtre établi à Libéria, qui habitait la casona seulement les week-ends ; il a fait ériger un oratoire à la fin du corridor du côté nord, vers l'est, où avait lieu la messe dominicale pour tous les voisins des autres haciendas. Durant les années 1830, Santa Rosa fut acheté par Agustín Gutiérrez et Lizaurzábal, beau-père du général José Joaquín Mora Porras, commandant en chef de l'armée expéditionnaire lors de la Campagne Nationale de 1856-1857 et de la bataille livrée à l'Hacienda Santa Rosa, qu'il connaissait familialement.
En 1849, les fils d'Agustín Gutiérrez vendirent les terrains à Ramón Gómez, qui était son propriétaire au moment de l'invasion des flibustiers en Amérique Centrale. La famille Gómez maintint la propriété jusqu'au début des années 1890, lorsqu'ils la vendirent à la famille Barrios Sacaza. Celle-ci donna à la casona son allure actuelle. Des nos jour on conserve comme éléments originaux de la bataille de 1856 les marches de pierre, les bases de l'édifice, les murs de pierre que forment les enclos latéraux à la maison, ainsi que les chemins et le cadre des arbres autour.
En 1919, on construisit le balcon. Son dernier propriétaire privé fut Luis Roberto Gallegos.  
Aujourd'hui l'endroit est entretenu par le Ministère de Culture et le Système National de Zones de Conservation, qui mènent à terme les restaurations nécessaires pour maintenir le site historique.

## Bataille de Santa Rosa
Au XIXe siècle, le Nicaragua traversait des problèmes politiques. Cette situation fut mise à profit par le flibustier américain  William Walker. Il offrit son aide d’abord pour aider à stabiliser la situation au Nicaragua avec ses troupes des flibustiers, toutefois ses ambitions étaient d'intégrer l’Amérique Centrale au sud esclavagiste des États-Unis.
Au Costa Rica, le Président de la République Juan Rafael Mora Porras se méfie des véritables intentions de Walker qui avait pris entretemps le pouvoir par la force au Nicaragua. Le 27 février 1856, le Costa Rica déclare la guerre aux envahisseurs en levant une armée de 9000 hommes. Le 4 mars débute la marche depuis la capitale au centre du pays jusqu’à la frontière nord, dirigée par le Président lui-même et par son frère, le général José Joaquín Mora Porras. Ils arrivèrent le 12 mars à Liberia, où ils s’unissent aux troupes sous l’ordre du général José María Cañas.
Les flibustiers se rendirent compte des mouvements des troupes costariciennes. Ils envoyèrent leurs troupes commandés par le colonel Schlessinger, lesquelles entrèrent au Costa Rica par la route reliant le Nicaragua et la ville de Libéria, qui passait par l'Hacienda Santa Rosa, où ils firent halte le 19 mars.
Les costariciens rencontrèrent les flibustiers le 20 mars, armés de carabines, de sabres et de baïonnettes. Ils encerclèrent la casona vers 16 heures du soir. La bataille dura 15 minutes, les flibustiers prirent la fuite pour le Nicaragua ce qui permit de conserver l'établissement au lieu de l'incendier,. La bataille se conclut par le triomphe des costariciens.

## Batailles de 1919 et 1955
Au XXe siècle, Santa Rosa devient à scenario de confrontation. En 1919, un groupe de 800 hommes originaires du Nicaragua, entrèrent au Costa Rica avec l'intention de soumettre Federico Tinoco. Ils arrivent à Santa Rosa le 8 mai et furent battus par les forces du gouvernement qui les obligèrent à rentrer au Nicaragua. Ce fait est connu sous le nom de Révolution de Sapoá.
En 1955, sous le premier mandat de José Figueres Ferrer, des groupes solidaires de Rafael Ángel Calderón Guardia (exilé au Mexique après la guerre civile de 1948) envahirent le territoire costaricien à partir du Nicaragua, en arrivant à Santa Rosa où des nouveaux combats eurent lieu, qui se conclurent en faveur de la nouvelle République.

## Parc national
Le Parc national Santa Rosa fur créée le 27 mars 1971 avec objectif de protéger, soigner, et restaurer la casona de Santa Rosa, Monument National depuis le 1er juillet 1966, ainsi que les environs où eut lieu  fameuse Bataille de Santa Rose.
En 1980, le parc fut élargi avec l'incorporation du secteur connu comme le Murciélago, pour avoir une plus grande couverture de protection des espèces et de la végétation de la zone, laquelle était en train d'être détruite par l'élevage de betail. En 1999, la zone fut déclarée Patrimoine mondial de l'Humanité avec le reste du Zone de Conservation Guanacaste.

## Incendie et reconstruction
Le bâtiment historique de la casona de Santa Rosa fut détruit à 80% par un incendie provoqué par des braconniers le 9 mai 2001, comme un règlement de comptes contre les autorités du parc. L'édifice fut reconstruit pour 400 000 dollars,,. La ré-inauguration du monument se fit le 20 mars 2002, au milieu de la célébration du 146e anniversaire de la Bataille de Santa Rosa.